# Hohhot

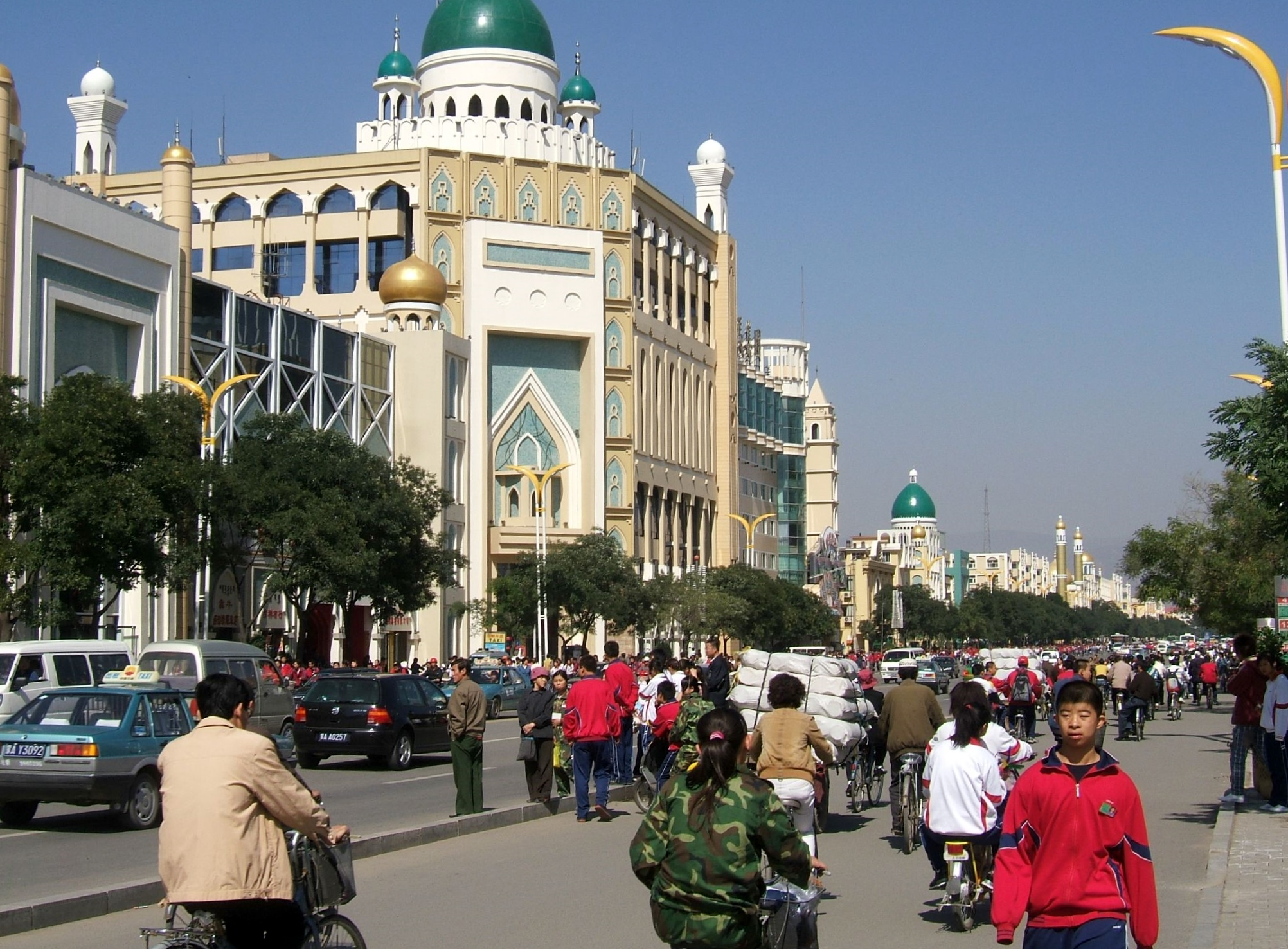
Hohhot, Distrito de Huimin

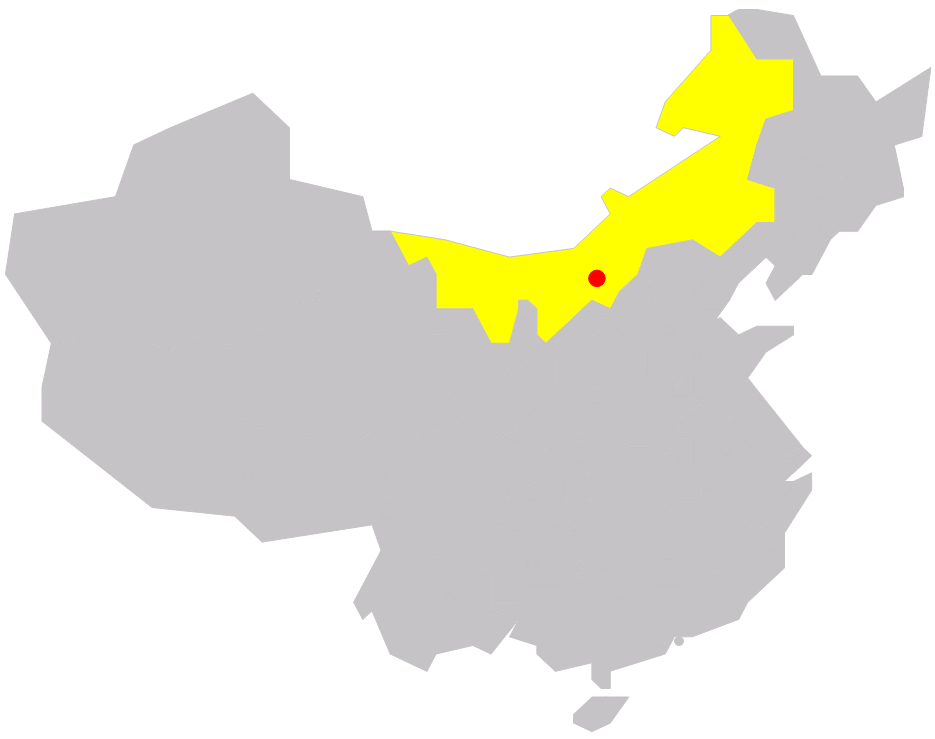
Localização de Hohhot na China

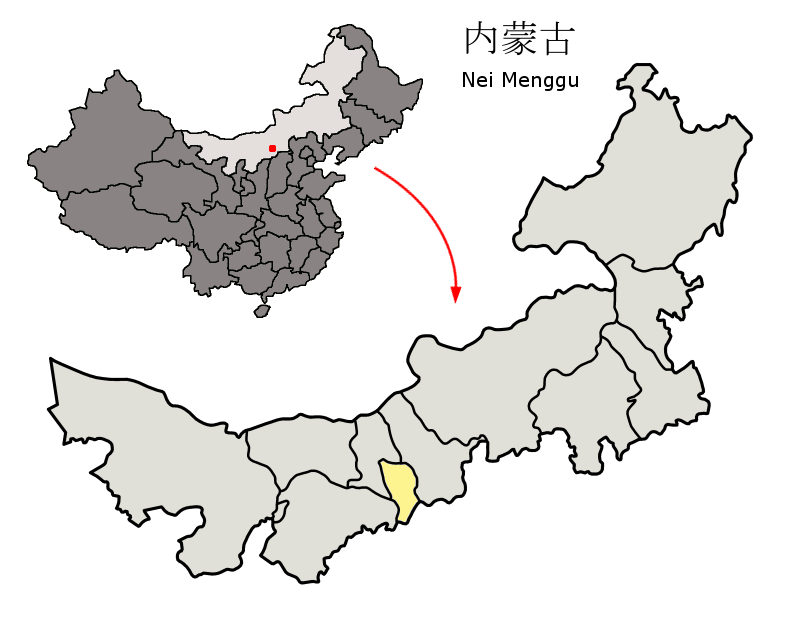
Localização de Hohhot na Mongólia Interior

Hohhot, Huhhot ou Huhehot (em chinês: 呼和浩特, Hūhéhàotè; Mongol: ᠬᠥᠬᠡᠬᠣᠲᠠ, Хөт хот, Höh hot; Em russo: Хух Хото; Hooh-hoto.) é uma cidade da República Popular da China, capital da região autónoma da Mongólia Interior. Localiza-se no norte do país. Tem cerca de 2 235 000 habitantes. Foi fundada pelos mongóis no século IX, com a designação de Kuku-khoto. Os chineses alteraram o nome para Kuei-hua ou Kweihwa em 1581 e para Kuei-sui ou Kweisui em 1914. Entre 1934 e 1945 foi a capital do estado satélite japonês de Mengchiang, com o nome de Hohohoto. Tornou-se a capital da região em 1952, recebendo o nome que hoje tem em 1954.

## Subdivisões
|                                  | Chinês     | Área (km²) | População |
| -------------------------------- | ---------- | ---------- | --------- |
| Distritos                        |            |            |           |
| Distrito de Huimin               | 回民区     | 175        | 220 000   |
| Distrito de Saihan               | 赛罕区     | 1 013      | 360 000   |
| Distrito de Xincheng             | 新城区     | 700        | 320 000   |
| Distrito de Yuquan               | 玉泉区     | 213        | 190 000   |
| Condados                         |            |            |           |
| Condado de Togtoh                | 托克托县   | 1 313      | 200 000   |
| Condado de Wuchuan               | 武川县     | 4 885      | 170 000   |
| Condado de Horin Ger             | 和林格尔县 | 3 401      | 190 000   |
| Condado de Qingshuihe            | 清水河县   | 2 859      | 140 000   |
| Condado de Tumed, Faixa Esquerda | 土默特左旗 | 2 712      | 350 000   |